# QuickDraw Picture
QuickDraw Picture（PICT（ピクト））は、Appleによる画像描画ルーチン「QuickDraw」の標準的な画像ファイルフォーマット。ラスターイメージの他に、動画やベクターイメージを表現したりすることも可能である。
その内部はQuickDrawが解読していく命令と実際の画像からなる。基本的に、ベクターイメージや画像の付加情報は命令で構成され、ラスターイメージは各ピクセルの情報がそのまま保存されている。また、ビットマップ（ラスターイメージ）は連長圧縮（PackBits）法で、QuickTimeがあればJPEGやPNGなどにより圧縮されることもある。QuickDrawへの命令を含むため、PICTはメタファイルの一種でもある。
Appleの定めにより、画像を扱うほとんどすべてのアプリケーションはこのファイルフォーマットをサポートしている。また、フォーマットは公開されているため、MacでPICTを扱えるようにするのは容易である。ただし、QuickDrawの描画命令を埋め込んだ形式は、QuickDrawがなければ扱えるようにすることは難しい。ただ、QuickDrawの描画命令も公開されているので、ビットマップ（ラスターイメージ）を開くだけなら簡単なはずである。しかしながら、PICTに関するドキュメントは少なく、Windowsでは対応していないアプリケーションがほとんど。優秀なアプリケーションならQuickTimeにデータを送って描画してもらい、その結果を受け取って表示してくれるものはある。すなわち、QuickDrawがなくてもQuickTimeで表示することは可能である。